# Fernando Martel
Fernando Patricio Martel Helo (Santiago del Cile, 2 ottobre 1975) è un ex calciatore cileno, di ruolo centrocampista.

## Carriera

### Club
Ha giocato nel campionato cileno, in quello messicano, in quello peruviano ed in quello colombiano.

### Nazionale
Nel 1995 ha partecipato ai Mondiali Under-20. Tra il 2001 ed il 2004 ha giocato 14 partite con la nazionale cilena.

## Palmarès

### Club

#### Competizioni nazionali
- Campionato cileno: 2

Cobreloa: Apertura 2003, Clausura 2003
- Coppa del Cile: 1

Dep. Iquique: 2010
- Campionato peruviano: 1

Alianza Lima: 2006
- Campionato colombiano: 2

Atlético Nacional: 2007-I, 2007-II
- Primera B: 1

Dep. Iquique: 2010